# Roșu de alizarină
Roșu de alizarină este o nuanță de roșu care este ușor mai predispus spre violet decât spre portocaliu pe roata culorilor și are o nuanță albastră. Este numit după colorantul organic alizarină, găsit în speciile din genul Rubia (roibă), și după pigmentul sintetic de lac alizarina purpurie.